# Phương ngữ Yorkshire
Phương ngữ Yorkshire (còn được gọi là Broad Yorkshire, Tyke, Yorkie hoặc tiếng Anh Yorkshire) là một phương ngữ tiếng Anh ở miền Bắc nước Anh được nói ở quận Yorkshire của Anh. Phương ngữ này có nguồn gốc từ các ngôn ngữ cổ như tiếng Anh cổ và tiếng Bắc Âu cổ. Hiệp hội phương ngữ Yorkshire tồn tại để thúc đẩy việc sử dụng phương ngữ trong cả sự hài hước và ngôn ngữ học nghiêm túc; Ngoài ra còn có một Hội phương ngữ Riding Đông.

Tiếng Yorkshire thường không bị kỳ thị như các phương ngữ khu vực khác và đã được thể hiện trong các tác phẩm văn học cổ điển như Wuthering Heights, Nicholas Nickleby và The Secret Garden. Các nghiên cứu đã chỉ ra rằng các điểm nhấn trong Rinding Tây (nghĩa là, chủ yếu là miền Tây và Nam Yorkshire hiện đại) rất được người Anh ưa thích và gắn liền với ý thức chung, lòng trung thành và độ tin cậy.

## Sách viết bằng phương ngữ Yorkshire
- Yorkshire Ditties (Series 1) by John Hartley
- 'Yorkshire Ditties (Series 2) by John Hartley
- Yorkshire Puddin' by John Hartley, 1876
- Yorkshire Tales (Series 3) by John Hartley
- Yorkshire Dialect Poems (1673–1915) and traditional poems by Frederic William Moorman
- Songs of the Ridings by Frederic William Moorman
- A Yorkshire Dialect Reciter; compiled by George H. Cowling, author of "A Yorkshire Tyke", "The Dialect of Hackness", &c. London: Folk Press Ltd, [1926]
- A Kind of Loving and Joby by Stan Barstow. (specifically that of Dewsbury and Ossett)
- Most of the dialogue in GB84 by David Peace
- A Kestrel for a Knave later turned into the film Kes
- The Secret Garden (parts of) by Frances Hodgson Burnett
- Wuthering Heights (parts of) by Emily Brontë (note that this is very old-fashioned Haworth dialect)